# Trochalus uelleanus
Trochalus uelleanus är en skalbaggsart som beskrevs av Brenske 1899. Trochalus uelleanus ingår i släktet Trochalus och familjen Melolonthidae. Inga underarter finns listade i Catalogue of Life.